# أسامة طلال
أسامة طلال (10 فبراير 1973 عمان الأردن - ) هو لاعب كرة قدم أردني، يلعب كمدافع.

## مسيرته

### مسيرته مع المنتخبات الوطنية
- 1997 - 2000 لعب مع منتخب الأردن لكرة القدم 30 مباراة.

## روابط خارجية
- أسامة طلال على موقع ناشيونال فوتبول تيمز (الإنجليزية)
- أسامة طلال على موقع كووورة